# Comú d'Encamp
El Comú d'Encamp és l'ens públic local que governa i administra la parròquia andorrana d'Encamp. El Comú està format pel Consell Comunal amb els seus consellers comunals, que representen el poder legislatiu comunal i pel Cònsol major i el Cònsol menor, elegits pel Consell Comunal i que representen el poder executiu comunal, on el Cònsol Major n'és la màxima autoritat. La seu del comú es troba al carrer dels Arínsols de la mateixa vila d'Encamp.

## Composició actual
| Llista            | Llista                                | Vots  | %    | Escons |
| ----------------- | ------------------------------------- | ----- | ---- | ------ |
|                   | En Comú per Encamp (DA+L'A)           | 894   | 41,3 | 9      |
|                   | Partit Socialdemòcrata i Independents | 615   | 28,4 | 2      |
|                   | Agrupament Encampadà                  | 503   | 23,2 | 1      |
|                   | Terceravia + Independents             | 154   | 7,1  | 0      |
| Blancs            | Blancs                                | 117   | –    | –      |
| Nuls              | Nuls                                  | 32    | –    | –      |
| Total             | Total                                 | 2.315 | 100  | 12     |
| Cens/participació | Cens/participació                     | 4.000 | 57,8 | –      |

## Llista de Cònsols Majors
| #                    | Cònsol Major          | Inici del mandat | Fi del mandat | Partit | Partit |
| ?                    | Enric Pujal Areny     | 1983             | 1987          |        | OF     |
| ?                    | Miquel Alís Font      | 1987             | ???           |        | OP     |
| Etàpa constitucional |                       |                  |               |        |        |
| I                    | Jordi Mas i Torres    | 1995             | 2003          |        | AND    |
| II                   | Miquel Alís Font      | 2003             | 2011          |        | PS     |
| III                  | Jordi Mas Torres      | 2011             | 2015          |        | DA     |
| IV                   | Jordi Torres Arauz    | 2015             | 2019          |        | DA     |
| V                    | Laura Mas Barrionuevo | 2019             | -             |        | CE     |

## Històric de resultats
En la següent taula és pot vore l'històric de consellers comunals electes segons la seua filiació política. Les candidatures guanyadores estàn marcades en negreta.
| Candidatura | Candidatura | 1995 | 1999 | 2003 | 2007 | 2011 | 2015 | 2019  |
|             | DA          | -    | -    | -    | -    | 10   | 8    | 9     |
|             | PS          | -    | -    | 9    | 9    | 2    | 2    | 2     |
|             | PLA/L'A     | -    | 1    | 3    | -    | -    | 2    | [ 8 ] |
|             | AND         | 8    | -    | -    | -    | -    | -    | -     |
|             | Ind         | 2    | 9    | -    | 3    | -    | -    | 1     |
| Total       | Total       | 10   | 10   | 12   | 12   | 12   | 12   | 12    |
| Fonts:      |             |      |      |      |      |      |      |       |